# Siempre Melissa
Ésta nueva producción discográfica de Melissa, se podría decir que se trata de un disco recopilatorio que incluye tres canciones nuevas, siendo el resto del repertorio un compilado de temas de varios de sus álbumes anteriores. Este álbum es el único de todas sus producciones musicales que no fue publicada en formato de LP, solo salió a la venta del público en formato de CD y casete. Los tres nuevos temas inéditos incluidos en este más reciente trabajo discográfico son: “Tu Amor Se Va”, “Antes De Ti” y “Fue Un Error”.

## Datos del álbum
- Producción y Dirección: Rodolfo Castillo.
- Arreglos: Rodolfo Castillo / Iker Gastaminza.
- Programación de Planos y Sintetizadores: Rodolfo Castillo / Iker Gastaminza.
- Bajo: Julio Hernández.
- Guitarras eléctricas y acústicas: Rene Luis Toledo.
- Órgano Hammonnd: Iker Gastaminza.
- Grabado en los siguientes Estudios: Castle Recording Studio, Miami, Florida. || Midiland Recording Studio, Coral Gables Fla.
- Ingeniero de Grabación: Alfredo Matheus.
- Asistente de Grabación: Fernando Subirats.
- Mezclado en los Estudios: Rock Sound Studios Hollywood, C.A.
- Ingeniero de Mezcla: Benny Faccone.
- Asistente de Mezcla: Earl "The Pearl".
- Masterización: Bernie Grundman, Hollywood, C.A.
- Coordinador: Barbie Alonso.
- Concepto de Arte y Diseño: Luis Alcala.
- Fotografía: Guillermo Felizzola.
- Hecho y distribuido en Venezuela por Sono-RodvenDiscos.

## Temas
1. “Tu Amor Se Va” (Gianni Togni / Rodolfo Castillo).
2. “Antes De Ti” (Rodolfo Castillo).
3. “Fue Un Error” (Frank Quintero / Guillermo Carrasco).
4. “Despacio”.
5. “Una Especie En Extinción”.
6. “Perdiendo El Control”.
7. “Confesiones” (a dúo con Jermaine Jackson).
8. “No Soy Una Señora”.
9. “A Punto De Caramelo”.
10. “Abre Tu Corazón”.
11. “Vete”.
12. “A Volar”.
13. “Cuestión De Feeling” (a dúo con Ricardo Cocciante).
14. “Todo Es Un Círculo”.
15. “Por Fortuna”.
16. “Me Estoy Sintiendo Sola”.
17. “Generación”.
18. “Noches Eternas”.

## Singlesextraídos delálbum“Siempre Melissa”
Información pendiente...
- Datos: Q5401445